# Oncidium stenoglossum
Oncidium stenoglossum är en orkidéart som först beskrevs av Rudolf Schlechter, och fick sitt nu gällande namn av Robert Louis Dressler och Norris Hagan Williams. Oncidium stenoglossum ingår i släktet Oncidium och familjen orkidéer. Inga underarter finns listade i Catalogue of Life.